# Sinopec Corporation

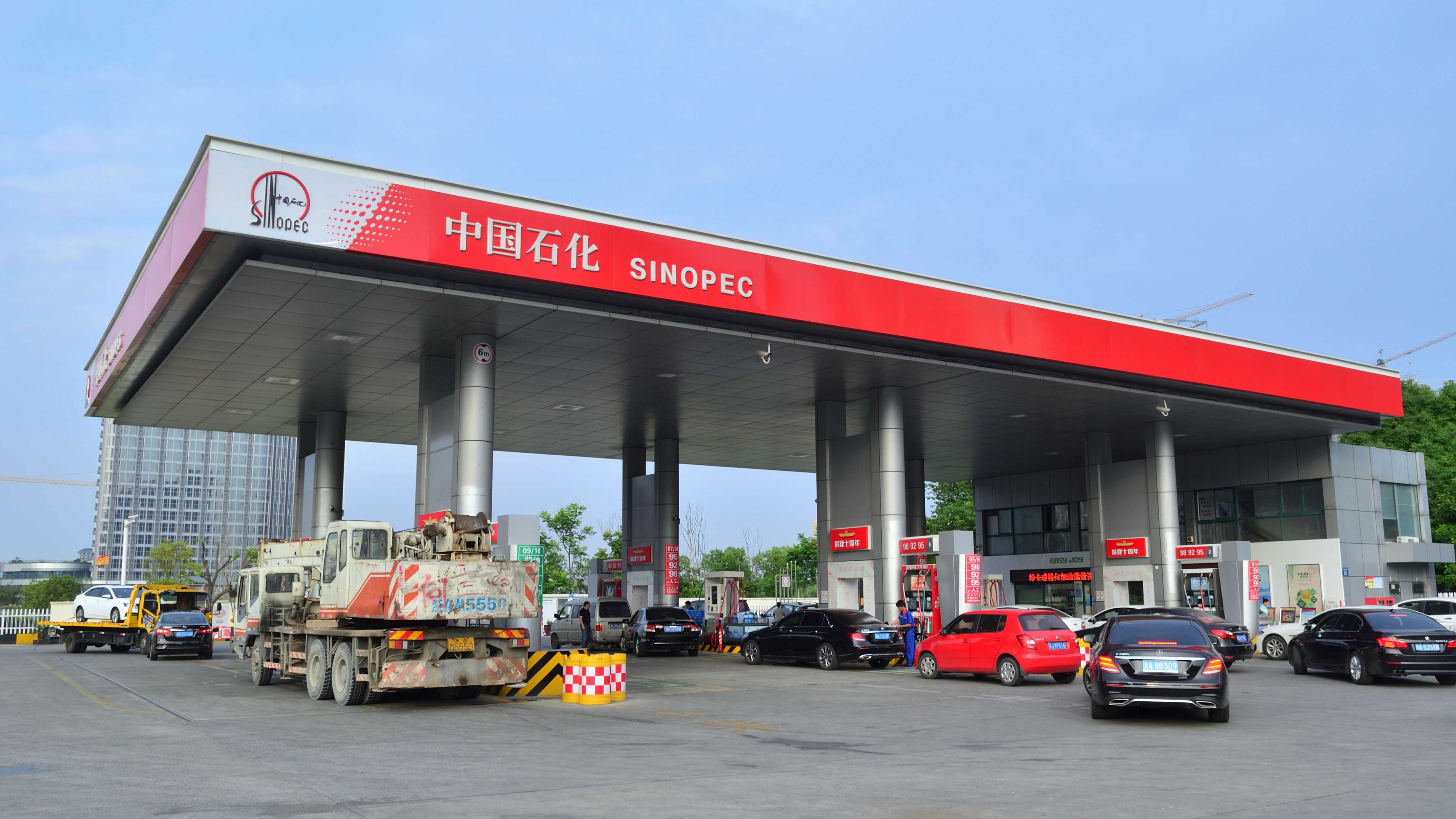
Sinopec tankstation

Sinopec Corporation, volledige naam China Petroleum & Chemical Corporation (Chinees: 中国石油化工股份有限公司), is een Chinees energiebedrijf gevestigd in de hoofdstad Peking. Het bedrijf werd in februari 2000 opgericht en is anno 2018 de op een na grootste olieproducent van China.

## Geschiedenis
In juli 1998 werd China Petrochemical Corporation of Sinopec Group opgericht door de China National Petroleum Corporation (CNPC). CNPC splitste diverse olie- en gasbelangen af en brachten deze samen in Sinopec Group. Andere onderdelen van CNPC waren een jaar eerder ondergebracht bij PetroChina en de twee zijn nog steeds de grootste spelers voor olie en olieproducten op de Chinese markt.
De Group bracht een belangrijk deel van de activiteiten onder in Sinopec Corporation (Sinopec). In 2000 beschikte Sinopec over 25 raffinaderijen met een jaarcapaciteit van 130 miljoen ton ruwe olie. Het had hiermee ongeveer de helft van alle Chinese raffinagecapaciteit in handen. De benodigde ruwe olie kwam voor een kwart uit eigen bronnen en de rest werd ingekocht. Op 18 oktober 2000 kreeg het bedrijf een beursnotering aan de beurzen van Hong Kong, New York en Londen. In juni 2001 volgde een notering aan de Shanghai Stock Exchange Op deze laatste beurs staan A-aandelen genoteerd die alleen door inwoners van het land kunnen worden gekocht. De meerderheid van de aandelen, zo’n 70%, is nog steeds in handen van het staatsbedrijf Sinopec Group.
In december 2006 nam het Shengli Petroleum over van Sinopec Group. Shengli Petroleum is de eigenaar van een olieveld in Shandong, in het noordoosten van China. Het Shengli-veld produceert ongeveer de helft van alle olie binnen Sinopec. In 2013 nam het voor US$ 1,5 miljard diverse belangen in olie- en gasvelden over van Sinopec Group. De belangen liggen Kazachstan, Colombia en Rusland en na de transactie namen de reserves en de productie met ongeveer 10% toe.
Naast Sinopec zijn PetroChina en CNOOC de twee andere grote oliemaatschappijen in China. PetroChina en Sinopec zijn vooral actief op het land terwijl CNOOC met name op zee actief is met het zoeken en produceren van olie en gas. Sinopec heeft meer raffinagecapaciteit dan PetroChina terwijl CNOOC hierin nauwelijks actief is.
In augustus 2022 maakte Sinopec bekend de beursnotering aan de New York Stock Exchange op te geven. Er zijn nieuwe en strengere boekhoudkundige eisen gesteld aan Chinese bedrijven met een Amerikaanse beursnotering waaraan het bedrijf niet wenst te voldoen. Twee maanden later besloot het bedrijf de notering in Londen ook te staken vanwege het lage handelsvolume en de hoge kosten die daar tegenover staan.

## Activiteiten
Sinopec produceert bijna uitsluitend olie en aardgas in de Volksrepubliek China. In 2017 werd slechts 20% van de olie en minder dan 1% van het gas in het buitenland gewonnen. In 2017 produceerde Sinopec 450 miljoen vaten BOE, dat is gemiddeld 1,2 miljoen vaten per dag. Hiervan is een derde gas en twee derde olie. De bewezen oliereserves werden getaxeerd op 1600 miljoen vaten per 31 december 2017, waarvan de helft in het Shengli-veld.
De ruwe olie, voor meer dan 80% afkomstig uit het buitenland, wordt verwerkt in een van de 30 raffinaderijen. Deze hebben een gezamenlijke capaciteit van 295 miljoen ton ruwe olie per jaar.
In 2017 verwerkten de Sinopec raffinaderijen 240 miljoen ton ruwe olie. Het beschikt in China over een netwerk van iets meer dan 30.000 benzinestations voor de verkoop van brandstoffen. PetroChina heeft er ongeveer 20.000 en de twee hebben samen 50% van alle benzinestations in China in handen.
Een deel van de producten uit de raffinaderijen wordt verder verwerkt tot chemicaliën. Ethyleen is een belangrijk product en ook wordt veel polyethylene, polypropeen en polystyreen geproduceerd.
Bij het bedrijf werkten in 2021 zo'n 385.000 mensen. Hiervan was een derde betrokken bij de olie- en gaswinning, 15% bij de raffinaderijen en 35% bij de marketing- en distributie-activiteiten van Sinopec.

### Resultaten
De resultaten van Sinopec zijn vooral afhankelijk van de ontwikkeling van de productie en de internationale olieprijs. De overheid bepaalt in belangrijke mate de prijzen waartegen olieproducten in het land kunnen worden verkocht. In 2013 en 2014, toen de olieprijzen hoog waren, maakt Sinopec een goede winst op de olie- en gaswinning, maar nauwelijks op de raffinage- en de chemie-activiteiten. In 2015 tot en met 2017 waren de olieprijzen op de wereldmarkt laag en leed Sinopec forse verliezen op de upstream activiteiten, maar dit meer dan volledig gecompenseerd met hoge winsten op de andere twee hoofdactiviteiten.
| Jaar | Omzet | Bedrijfs- resultaat | Netto- resultaat | Olieproductie (×1000 vaten/dag) | Gasproductie (×miljoen cf/dag) | Werknemers (×1000) |
| ---- | ----- | ------------------- | ---------------- | ------------------------------- | ------------------------------ | ------------------ |
| 2000 | 328   | 34,8                | 19,0             | 676                             | 219                            | 508                |
| 2005 | 823   | 66,8                | 40,9             | 764                             | 608                            | 365                |
| 2010 | 1913  | 105,0               | 71,8             | 898                             | 1209                           | 373                |
| 2013 | 2882  | 96,8                | 66,3             | 921                             | 1808                           | 369                |
| 2014 | 2828  | 73,4                | 46,6             | 989                             | 1962                           | 359                |
| 2015 | 2020  | 56,8                | 32,5             | 958                             | 1963                           | 351                |
| 2016 | 1931  | 77,2                | 46,7             | 831                             | 2099                           | 452                |
| 2017 | 2360  | 71,5                | 51,2             | 805                             | 2500                           | 446                |
| 2018 | 2891  | 82,3                | 82,3             | 789                             | 2676                           | 424                |
| 2019 | 2958  | 85,6                | 72,1             | 778                             | 2871                           |                    |
| 2020 | 2105  | 13,7                | 42,3             | 766                             | 2930                           |                    |
| 2021 | 2741  | 94,6                | 85,9             | 767                             | 3286                           | 386                |